# Goumenissa
Goumenissa (in greco Γουμένισσα?) è un ex comune della Grecia nella periferia della Macedonia Centrale di 6 819 abitanti secondo i dati del censimento 2001.
È stato soppresso a seguito della riforma amministrativa, detta Programma Callicrate, in vigore dal gennaio 2011 ed è ora compreso nel comune di Paionia.

## Gastronomia
Produce un vino denominato con il nome del paese che è famoso per la sua qualità.